# Островіте (Ліпновський повіт)
Островіте (пол. Ostrowite, нім. Osterwerder) — село в Польщі, у гміні Ліпно Ліпновського повіту Куявсько-Поморського воєводства.
Населення — 393 особи (2011).
У 1975-1998 роках село належало до Влоцлавського воєводства.

## Демографія
Демографічна структура станом на 31 березня 2011 року:
|          | Загалом | Допрацездатний вік | Працездатний вік | Постпрацездатний вік |
| -------- | ------- | ------------------ | ---------------- | -------------------- |
| Чоловіки | 198     | 46                 | 129              | 23                   |
| Жінки    | 195     | 44                 | 101              | 50                   |
| Разом    | 393     | 90                 | 230              | 73                   |